# Fiordo di Laubeuf
Il fiordo di Laubeuf è un fiordo lungo circa 40 km e largo in media 16 km situato davanti alla costa di Loubet, sulla costa occidentale della Terra di Graham, in Antartide. Il fiordo si snoda in direzione nord-sud tra la costa centro-orientale dell'isola Adelaide e quella sud-occidentale della penisola Arrowsmith, connettendo la baia di Hanusse, a nord, con la Baia Margherita, a sud. Il "confine" meridionale tra il fiordo e quest'ultima baia può essere considerato come la linea che unisce punta Rothera, sull'isola Adelaide, a capo Saenz, che costituisce l'estremità meridionale della penisola Arrowsmith.

All'interno del fiordo di Laubeuf sono presenti diverse isole, la più grande e la più settentrionale delle quali è l'isola Day, seguita dall'isola Wyatt, sita poco più a sud, e da altre isole come l'isola Webb e l'isola Pinero. Molto numerosi sono anche gli isolotti, poco più grandi di semplici affioramenti rocciosi, come le isole Brockhamp e l'isola Killingbeck.

Nel fiordo di Laubeuf, o comunque nelle cale presenti lungo le sue coste, si riversano poi diversi flussi glaciali, tra cui quello dei ghiacciai Vallot e Nye, dalla penisola Arrowsmith, e quello del ghiacciaio Shambles che, a partire dall'isola Adelaide, si getta nella baia di Stonehouse, sul lato occidentale del fiordo.

## Storia
Il fiordo di Laubeuf fu scoperto e mappato nel 1909 durante la seconda spedizione antartica comandata dal francese Jean-Baptiste Charcot, svoltasi dal 1908 al 1910, il quale lo battezzò con il suo attuale nome in onore di Maxime Laubeuf, un ingegnere navale francese che supervisionò la costruzione del motore della Pourquoi-Pas, la nave con cui Charcot affrontò la suddetta spedizione. Il fiordo è stato poi mappato più dettagliatamente dopo una ricognizione fatta nel 1936 dalla spedizione britannica nella Terra di Graham, svoltasi dal 1934 al 1937 e comandata da John Rymill, e poi dopo altre ricognizioni effettuate tra il 1948 e il 1950 da parte del British Antarctic Survey, al tempo ancora chiamato Falkland Islands Dependencies Survey.